# Техническая интеллигенция
Техническая интеллигенция (иначе — негуманитарная) — социальная группа, занимающаяся связанным с техникой сложным трудом, требующим умственных навыков и, как правило, специального образования.
Появление машинной индустрии: инженерно-техническая интеллигенция.
Внедрение науки в производство: научно-техническая интеллигенция.
Сферы занятости: экономика, промышленность, строительство, транспорт, связь.
Профессии: лица, обладающие высшим техническим образованием, например, инженеры, технологи, ученые в области техники, руководители заводов и фабрик, чиновники, преподаватели; а также лица с высшим образованием, занятые на ключевых должностях в различных отраслях промышленности, строительства, транспорта и связи.
Проф. ВШЭ Георгий Джемалович Гловели указывает введшим в обиход понятие технической интеллигенции А. А. Богданова (1873—1928). Причем Богданов полагал её привилегированным слоем с благополучным положением на службе у капитала и государства и получением своей доли прибавочной стоимости, а потому и с консервативной социальной позицией.